# Зара Рутерфорд
Зара Рутерфорд також Зара Резерфорд — бельгійсько-британська авіаторка. У 19 років вона стала наймолодшою жінкою-пілотом, яка здійснила одиночний політ навколо світу, і першою людиною, яка здійснила навколосвітню подорож на надлегкому літаку після п'ятимісячної подорожі, яка розпочалася в Кортрейку, Бельгія, 18 серпня 2021 року та закінчилась 20 січня 2022.